# Bauyrschan Islamchan
Bauyrschan Jerbossynuly Islamchan (kasachisch Бауыржан Ербосынұлы Исламхан Bauyrjan Erbosynūly İslamhan; russisch Бауржан Ербосынович Исламхан/Baurschan Jerbossynowitsch Islamchan; * 23. Februar 1993 in Taras, Kasachstan) ist ein kasachischer Fußballspieler.

## Karriere

### Vereine

#### FK Taras
Bauyrschan Islamchan begann seine Karriere in der Jugendmannschaft beim kasachischen Verein FK Taras. Sein erstes Profispiel in der kasachischen Premjer-Liga hatte er als 18-Jähriger am 6. März 2011 gegen Ertis Pawlodar; das Spiel endete mit einer 0:1-Niederlage für Taras. In der Saison 2011 gehörte Islamchan mit 27 Einsätzen bereits als Stammspieler zum Kader der Mannschaft und konnte insgesamt zwei Tore erzielen. Sein erstes Profi-Tor erzielte er beim 3:1-Heimsieg gegen Wostok Öskemen am 24. April 2011. In der nächsten Saison 2012 wurde der 19-jährige Islamchan zum Mannschaftskapitän des FK Taras ernannt und konnte bei 22 Spieleinsätzen vier Tore erzielen. Aufgrund seiner guten Leistungen der Saison wurde er von den Trainern der Premjer-Liga-Mannschaften zum besten jungen Spieler der Qasaqstannyng Futbol Federazijassy gewählt.

#### FK Kuban Krasnodar
2013 wurde der Mittelfeldspieler vom russischen Klub FK Kuban Krasnodar verpflichtet. Im Februar 2013 unterzeichnete er bei dem russischen Erstligisten einen Drei-Jahres-Vertrag bis 2016, die Ablösesumme betrug 200.000 US-Dollar. Der sportliche Direktor Krasnodars sagte über ihn, „er gilt als einer der meist talentiertesten Fußballer seines Heimatlandes. Sein frühes Debüt in der kasachischen Nationalmannschaft und der Fakt, dass er Mannschaftskapitän der Jugendmannschaft Kasachstans war, sind ein Beweis dafür. Deswegen ist es kein Zufall, dass Islamchan seinen Wert beim jüngsten GUS-Pokal zeigte. Er hat nicht nur unsere Aufmerksamkeit erregt, sondern auch die der Premjer-Liga-Experten, die junge Fußballspieler für ihre Mannschaften auswählen.“ In der Premjer-Liga kam er jedoch nicht zum Einsatz, er spielte lediglich ein halbes Jahr lang für die zweite Mannschaft von Kuban Krasnodar. Nachdem Dorinel Munteanu Trainer von Krasnodar wurde, wurde die Mannschaft umgebaut und Islamchans Chancen auf einen Platz in der ersten Mannschaft wurden immer geringer.
Am 6. Juni 2013 wurde Islamchan für den Rest der Saison 2013 an den FK Astana ausgeliehen. Hier kam er unter Trainer Ioan Andone auf sieben Einsätze. Sein erstes Spiel für Astana absolvierte er am 23. Juni 2013 im Auswärtsspiel gegen den FK Aqtöbe (1:2). Für Astana gab er auch sein Debüt in der UEFA Europa League im Qualifikationsspiel gegen Botew Plowdiw, das die Mannschaft mit 0:1 verloren hatte. Am 14. Juli 2013 erzielte er gegen Aqschajyq Oral sein einziges Tor für den FK Astana.

#### FK Qairat Almaty
Zur Saison 2014 wechselte er zum FK Qairat Almaty, wo er einen Vertrag bis Ende 2016 erhielt. Dort konnte er sich als Stammspieler etablieren und kam so in dieser Spielzeit auf 31 Einsätze, wobei er fünf Tore erzielte. Nachdem Samat Smaqow im Oktober vom Verein wegen einer Disziplinarstrafe suspendiert wurde, wurde Islamchan zu einer Schlüsselfigur im Mittelfeld und außerdem neuer Mannschaftskapitän. Am Ende der Saison wurde er zu Kasachstans Fußballer des Jahres gewählt und konnte sich so unter anderem gegen den Torschützenkönig Foxi Kéthévoama durchsetzen. Im November konnte er mit seinem Verein außerdem den Gewinn des Kasachischen Fußballpokals feiern.
Ab der Saison 2015 war Islamchan auch dauerhaft neuer Mannschaftskapitän. Mit nur einem Punkt Abstand hinter dem FK Astana schloss er mit Qairat die Spielzeit auf dem zweiten Tabellenplatz ab. Dem Verein gelang unter ihrem Kapitän aber der Gewinn des kasachischen Pokals, wobei Islamchan insgesamt zwei Tore im Wettbewerb schoss. In der UEFA Europa League 2015/16 traf er in dieser Spielzeit dreimal für seinen Verein. Sein erstes Tor in der Europa League erzielte er am 9. Juli 2015 gegen FK Roter Stern Belgrad (2:1). Nachdem Almaty alle drei Qualifikationsrunden überstanden hatte, schied man in den Play-offs gegen Girondins Bordeaux aus.
In der Saison 2016 absolvierte er bis auf Eines alle 32 Ligaspiele und mit 17 erzielten Toren belegte er in der Liste der besten Torschützen der Premjer-Liga hinter Gerard Gohou (22 Tore) und Roman Murtasajew (18 Tore) den dritten Platz. Im Juli 2016 lehnte er ein Angebot des FK Astana ab, zum Ende seines Vertrages zum Hauptstadtverein zu wechseln.
Noch vor Beginn der Saison 2019 zog er sich im Trainingslager eine Muskelverletzung zu. Anfang April unterzog er sich deswegen einer Operation in Deutschland. Verletzungsbedingt verpasste Islamchan die ersten neun Spiele der Saison und kehrte erst am zehnten Spieltag in den Kader der Mannschaft zurück. Seinen im Dezember 2019 auslaufenden Vertrag bei Almaty verlängerte Islamchan nicht und war ab Januar 2020 zunächst ohne Verein. Am 17. Januar reiste er ins Trainingslager des russischen Erstligisten Zenit St. Petersburg nach Katar, wo er am Training teilnahm.

#### al Ain Club
Nachdem Islamchan im Trainingslager von Zenit nicht überzeugen konnte, unterschrieb er am 31. Januar 2020 einen Vertrag bei al Ain Club aus den Vereinigten Arabischen Emiraten, der zunächst bis Juni 2020 läuft. Im Dezember 2020 wurde er für zwei Jahre gesperrt, da er gegen Dopingregeln verstoßen hatte.

### Nationalmannschaft
Am 3. Juni 2011 gab Islamchan sein Debüt in der kasachischen U-21 Nationalmannschaft. Im Qualifikationsspiel zur U-21-Fußball-Europameisterschaft gegen Rumänien (0:0) stand er von Anfang an auf dem Platz, bis er in der 77. Minute ausgewechselt wurde. Er stand in der Qualifikation weitere drei Spiele für Kasachstan auf dem Platz und schied mit der Mannschaft auf dem vorletzten Gruppenplatz aus dem Wettbewerb aus. Sein erstes Tor für die U-21-Auswahl erzielte er am 21. Januar 2013 in einem Freundschaftsspiel gegen Russland (3:7). Seitdem war er außerdem Mannschaftskapitän. Für die Qualifikation zur U-21-Fußball-Europameisterschaft 2015 bestritt er nochmals sechs Spiele, wobei er am 11. Juni 2013 gegen Weißrussland mit dem 0:1 das Siegtor und sein erstes Tor im Wettbewerb erzielen konnte.
Bauyrschan Islamchan feierte im Jahre 2012 sein Debüt in der kasachischen Nationalmannschaft in einem Freundschaftsspiel gegen Lettland (0:0) am 29. Februar 2012. Sein erstes Tor für die Nationalmannschaft erzielte er am 12. August 2014 in einem Freundschaftsspiel gegen Tadschikistan (2:1). Am 4. September 2016 führte er die Nationalmannschaft erstmals als Kapitän aufs Spielfeld.

## Erfolge
- Kasachischer Pokalsieger: 2014, 2015, 2017, 2018
- Kasachischer Supercupsieger: 2016, 2017

## Auszeichnungen
- Bester junger Spieler der Premjer-Liga: 2012, 2014
- Fußballer des Jahres in Kasachstan: 2014[11], 2016, 2019